# Brandon Adams
Brandon Quintin Adams (född 22 augusti 1979 i Topeka, Kansas) är en amerikansk skådespelare, känd för att ha spelat ’Jesse Hall’ i de första två Mighty Ducks-filmerna och ’Kenny DeNunez’ i The Sandlot Kids.
Adams har även agerat i The Fresh Prince of Bel-Air, Martin, Michael Jackson's Moonwalker och var huvudrollsinnehavare i Wes Craven's Ondskans hus. Han har även gjort rösten till ’Raijin’ i Kingdom Hearts II.
Adams är också en rappare som uppträder under namnet B. Lee.

## Filmografi
- 1988: Moonwalker – Zeke (segment "Smooth Criminal") / Young Michael (segment "Badder") (vann Young Artist Award)
- 1989: Polly – Jimmy Bean (nominerad Young Artist Award)
- 1990: Polly: Comin' Home! – Jimmy Bean
- 1991: Sunday in Paris – Brandon Chase
- 1991: Ondskans hus – Poindexter "Fool" Williams (nominerad Saturn Award)
- 1992: The Mighty Ducks – Jesse Hall (nominerad Young Artist Award)
- 1993: The Sandlot Kids – Kenny DuNunez (vann Young Artist Award)
- 1993: Ghost in the Machine – Frazer
- 1994: Beyond Desire – Vic Delgado
- 1994: D2: The Mighty Ducks – Jesse Hall
- 2001: MacArthur Park – Terry
- 2012: Stuck in the Corners – Mike

### Television
- 1989: Quantum Leap – Older Brother
- 1989–1990: Empty Nest – Georgie / Peter
- 1989–1991: A Different World – Dion
- 1990: The Tom & Jerry Kids Show – diverse röster
- 1992: Nightmare Café – Luke
- 1993: Martin – Boy #2
- 1993: South Beach – TJ
- 1993: Droopy, en mästerlig detektiv – diverse röster
- 1994: The Fresh Prince of Bel-Air – Bryan / Ramon
- 1994: Roc – Terrence
- 1995: Boy Meets World – Alex
- 1995: Sister, Sister – Michael
- 1996: The Burning Zone – D-Ray Drummond
- 1997: ARK, the Adventures of Animal Rescue Kids – Barrett McKibble
- 1998–1999: Moesha – Aaron

### Videospel
- 2005: Kingdom Hearts II – Raijin